# Opoku Agyemang
Nana Opoku Agyemang-Prempeh oder kurz Opoku Agyemang (* 7. Juni 1989 in Obuasi) ist ein ghanaischer ehemaliger Fußballspieler.

## Karriere

### Verein
Opoku Agyemang spielte von 2003 bis 2005 in der Jugend von Ashanti Gold, in der Ashanti Gold Soccer Academy. Im Juli 2005 schaffte er den Sprung in die Profimannschaft. Im Januar 2007 schloss er sich dem tunesischen Verein CS Sfax an. Zwei Jahre später wechselte er für 2,6 Millionen Euro nach Katar zu Al-Sadd.
Im September 2009 war ein Leihgeschäft mit Al-Wahda vorgesehen, welches allerdings nicht zustande kam. Am 22. Februar 2011 wurde er für drei Monate an den Ligakonkurrenten Al-Ahli SC verliehen. Nachdem er zehn Ligaspiele für Al-Ahli absolviert und ein Tor erzielt hatte, kehrte er zunächst zu Al-Sadd zurück.
Im Juni 2012 wurde Agyemangs Wechsel zum bulgarischen Verein Lewski Sofia bekanntgegeben. Doch nur nach drei Monaten und einem Ligaeinsatz wurde sein Vertrag aufgelöst.

### Nationalmannschaft
Agyemang spielte für die U-17-Nationalmannschaft Ghanas bei der U-17-Fußball-Weltmeisterschaft 2005 in Peru, absolvierte dort drei Spiele, schied allerdings in der Gruppenphase aus dem Wettbewerb aus. Auch bei der U-20-Fußball-Weltmeisterschaft 2009 in Ägypten war er für sein Land am Start. Er bestritt fünf Spiele und gewann das Turnier im Finale gegen Brasilien mit 4:3 nach Elfmeterschießen.
Am 7. Juni 2009 bestritt er im Rahmen der Qualifikation für die Fußball-Weltmeisterschaft 2010 gegen Mali sein erstes A-Länderspiel für Ghana, wo er von Beginn an eingesetzt und in der 88. Minute für Isaac Vorsah ausgewechselt wurde. Agyemang gehörte auch zum 23-köpfigen Aufgebot für die Fußball-Afrikameisterschaft 2010 und kam in fünf Spielen zum Einsatz. Nachdem die Mannschaft bis ins Finale vorgerückt war, blieb ihnen ein Sieg gegen Ägypten verwehrt und sie mussten sich mit dem zweiten Platz zufriedengeben.

## Titel und Erfolge
- U-17-Fußball-Weltmeisterschaft 2005
- Zweiter Platz bei der Fußball-Afrikameisterschaft 2010